# Dichorhavirus
Genre
Espèces de rang inférieur
- Citrus chlorotic spot virus
- Citrus leprosis N virus
- Clerodendrum chlorotic spot virus
- Orchid fleck virus

Dichorhavirus est un genre de virus de la famille des Rhabdoviridae qui comprend cinq espèces. Ce sont des virus à ARN à simple brin à polarité négative qui infectent les plantes (phytovirus). Ce genre est classé dans le groupe V de la classification Baltimore.
Certains de ces virus sont des agents de la léprose des agrumes.

## Liste des espèces
Selon CITV. :
- Citrus chlorotic spot virus (CiLV)
- Citrus leprosis N virus (CiLV-N)
- Clerodendrum chlorotic spot virus (ClCSV)
- Coffee ringspot virus (CoRSV)
- Orchid fleck  virus (OFV) (espèce-type)

## Étymologie
Le nom générique, « Dichorhavirus », dérive du nom de la famille (Rhabdoviridae) dont il retient la première syllabe (rha) précédé du préfixe (Dicho, dérivé du grec ancien δίχα, dicha) pour désigner des virus dont le génome est segmenté en deux parties,.